# 克里斯蒂安·卡爾·萊因哈德
克里斯蒂安·卡爾·萊因哈德（德語：Christian Carl Reinhard von Leiningen-Dagsburg，1695年7月17日—1766年11月17日）是德國貴族，萊寧根家族的成員，出生於米爾海姆。

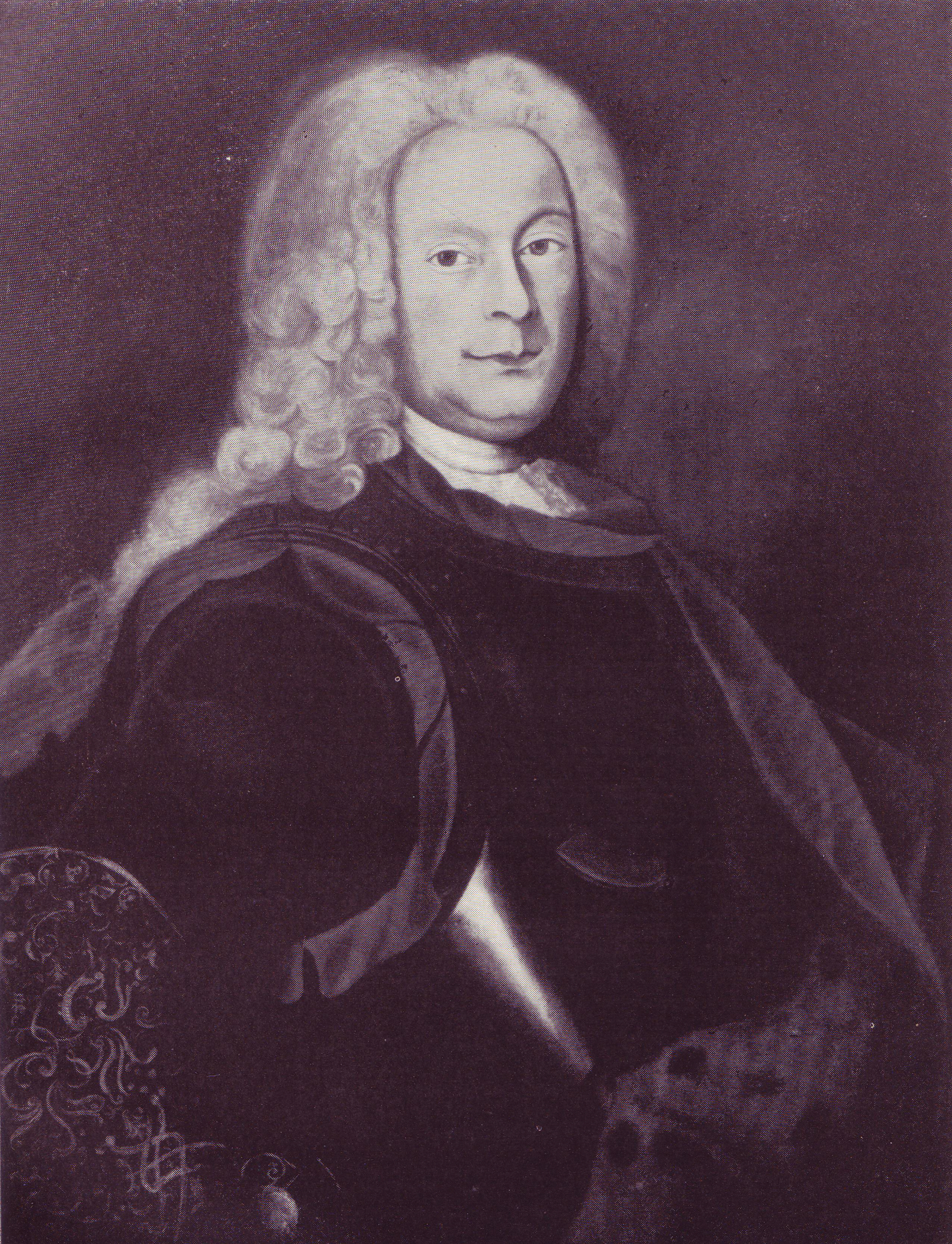
克里斯蒂安·卡爾·萊因哈德

他的父親是約翰·卡爾·奧古斯特，萊寧根-達格斯堡-法爾肯堡（Leiningen-Dagsburg-Falkenburg）伯爵，母親是哈瑙-利希滕貝格伯爵約翰·萊因哈德二世的女兒。
克里斯蒂安·卡爾·萊因哈德於1766年去世，因沒有子嗣，萊寧根家族的法爾肯堡分支斷絕。

## 子女
1726年他與索爾姆斯-勒德爾海姆的卡塔里娜·波呂克塞娜（德語：Katharina Polyxena zu Solms-Rödelheim）結婚，有五個女兒：
- 瑪麗亞·路易絲·阿爾貝汀（1729－1818）
- 波呂克塞娜·威廉明妮（1730－1800）
- 索菲·夏洛特·法蘭西絲卡（1731－1781）
- 亞歷山德琳（1732－1809）
- 卡羅琳·菲麗齊塔絲（英语：Countess Caroline Felizitas of Leiningen-Dagsburg）（1734－1810）